# Verein für Bewegungsspiele Stuttgart 1893 II 2014-2015
Questa voce raccoglie le informazioni riguardanti il Verein für Bewegungsspiele Stuttgart 1893 II nelle competizioni ufficiali della stagione 2014-2015.

## Stagione
Nella stagione 2014-2015 il Stoccarda II, allenato da Jürgen Kramny, concluse il campionato di 3. Liga al 13º posto.

## Rosa
| N. |                        | Ruolo | Calciatore           |
| -- | ---------------------- | ----- | -------------------- |
| 1  | Grecia (bandiera)      | P     | Odysseas Vlachodīmos |
| 2  | Germania (bandiera)    | D     | Steffen Lang         |
| 3  | Austria (bandiera)     | D     | Phillipp Mwene       |
| 4  | Germania (bandiera)    | D     | Stephen Sama         |
| 5  | Germania (bandiera)    | D     | Timo Baumgartl       |
| 6  | Austria (bandiera)     | D     | Francesco Lovrić     |
| 7  | Lituania (bandiera)    | C     | Gratas Sirgėdas      |
| 9  | Germania (bandiera)    | A     | Marco Grüttner       |
| 10 | Germania (bandiera)    | C     | Marvin Wanitzek      |
| 11 | Germania (bandiera)    | A     | Pascal Breier        |
| 13 | Germania (bandiera)    | C     | Simon Wilske         |
| 14 | Germania (bandiera)    | C     | Robin Yalçın         |
| 15 | Germania (bandiera)    | D     | Benjamin Kirchhoff   |
| 16 | Germania (bandiera)    | C     | Marvin Weiss         |
| 17 | Germania (bandiera)    | C     | Tobias Rathgeb       |
| 18 | Germania (bandiera)    | A     | Felix Lohkemper      |
| 19 | Germania (bandiera)    | A     | Fabian Eisele        |
| 20 | Stati Uniti (bandiera) | A     | Jerome Kiesewetter   |

| N. |                      | Ruolo | Calciatore          |
| -- | -------------------- | ----- | ------------------- |
| 21 | Germania (bandiera)  | D     | Marvin Büyüksakarya |
| 22 | Turchia (bandiera)   | C     | Sercan Sararer      |
| 23 | Germania (bandiera)  | D     | Tim Leibold         |
| 24 | Austria (bandiera)   | C     | Markus Obernosterer |
| 25 | Germania (bandiera)  | D     | Daniel Vier         |
| 26 | Australia (bandiera) | D     | Miloš Degenek       |
| 27 | Norvegia (bandiera)  | A     | Mohammed Abdellaoue |
| 28 | Germania (bandiera)  | C     | Burhan Soyudogru    |
| 29 | Ucraina (bandiera)   | A     | Borys Tashchy       |
| 30 | Germania (bandiera)  | P     | Benjamin Uphoff     |
| 31 | Germania (bandiera)  | P     | Kenan Mujezinović   |
| 32 | Germania (bandiera)  | D     | Antonio Rüdiger     |
| 34 | Russia (bandiera)    | D     | Konstantin Rausch   |
| 36 | Tunisia (bandiera)   | D     | Karim Haggui        |
| 38 | Germania (bandiera)  | C     | Daniel Didavi       |
| 39 | Germania (bandiera)  | A     | Daniel Ginczek      |
| 40 | Germania (bandiera)  | A     | Erich Berko         |

## Organigramma societario
Area tecnica
- Allenatore: Jürgen Kramny
- Allenatore in seconda: Walter Thomae
- Preparatore dei portieri: Thomas Walter
- Preparatori atletici: Matthias Schiffers, Kevin Fischer

## Calciomercato

### Sessione estiva
| Acquisti | Acquisti            | Acquisti            | Acquisti |
| R.       | Nome                | da                  | Modalità |
| -------- | ------------------- | ------------------- | -------- |
| P        | Benjamin Uphoff     | Norimberga          |          |
| D        | Marvin Büyüksakarya | Stoccarda U19       |          |
| A        | Fabian Eisele       | Stoccarda U19       |          |
| A        | Jerome Kiesewetter  | Hertha Berlino II   |          |
| C        | Markus Obernosterer | WSG Swarovski Tirol |          |
| C        | Burhan Soyudogru    | Stoccarda U19       |          |
| D        | Daniel Vier         | Heidenheim          |          |
| C        | Marvin Weiss        | Stoccarda U19       |          |
| C        | Simon Wilske        | Stoccarda U19       |          |
| D        | Denis Zagaria       | SGV Freiberg        |          |

| Cessioni | Cessioni          | Cessioni          | Cessioni |
| R.       | Nome              | a                 | Modalità |
| -------- | ----------------- | ----------------- | -------- |
| D        | Denis Zagaria     | SGV Freiberg      |          |
| P        | Kevin Müller      | Energie Cottbus   |          |
| C        | Patrick Funk      | Wehen Wiesbaden   |          |
| D        | Thomas Geyer      | Wehen Wiesbaden   |          |
| A        | Sinan Gümüş       | Galatasaray       |          |
| C        | Besar Halimi      | Kickers Stoccarda |          |
| C        | Rani Khedira      | RB Lipsia         |          |
| C        | Lukas Kiefer      | Saarbrücken       |          |
| P        | Mario Miltner     | Kickers Würzburg  |          |
| A        | Alexander Riemann | Wehen Wiesbaden   |          |
| C        | Manuel Schwenk    | Heidenheim        |          |

### Sessione invernale
| Acquisti | Acquisti | Acquisti | Acquisti |
| R.       | Nome     | da       | Modalità |
| -------- | -------- | -------- | -------- |

| Cessioni | Cessioni           | Cessioni       | Cessioni |
| R.       | Nome               | a              | Modalità |
| -------- | ------------------ | -------------- | -------- |
| C        | Timo Çeçen         | Chemnitz       |          |
| C        | Raphael Holzhauser | Austria Vienna |          |

## Risultati

### 3. Liga

#### Girone di andata
| Arbitro: | Thomsen |

|                              |           |            |
| Vier 22’ (aut.) Dürholtz 36’ | Marcatori | 90’ Eisele |

| Arbitro: | Schult |

|  |           |                                   |
|  | Marcatori | 45’ Hoffmann 49’ Kara 53’ Schmidt |

| Arbitro: | Waschitzki-Günther |

|                                                 |           |              |
| Möhwald 38’ Czichos 41’ (rig.) Brandstetter 77’ | Marcatori | 56’ Grüttner |

| Arbitro: | Günsch |

|               |           |  |
| Lohkemper 45’ | Marcatori |  |

| Arbitro: | Alt |

|                                       |           |           |
| Benyamina 8’, 49’ Vunguidica 38’, 51’ | Marcatori | 70’ Çeçen |

| Arbitro: | Storks |

|          |           |                        |
| Vier 53’ | Marcatori | 49’ Aosman 57’ Güntner |

| Arbitro: | Treiber |

|                                        |           |                                      |
| Skarlatidis 12’ Senesie 72’ Schiek 83’ | Marcatori | 31’ Leibold 58’ Breier 62’ Baumgartl |

| Arbitro: | Schwermer |

|                  |           |  |
| Obernosterer 74’ | Marcatori |  |

| Arbitro: | Badstübner |

|  |           |                    |
|  | Marcatori | 43’, 58’ Lohkemper |

| Aspach 20 settembre 2014, ore 14:00 CEST 10ª giornata | Stoccarda II | 0 – 0 referto | Chemnitz | Mechatronik Arena (720 spett.)\| Arbitro: \| Schlager \| |
| Arbitro:                                              | Schlager     |               |          |                                                          |

| Arbitro: | Jöllenbeck |

|                               |           |  |
| Klos 33’ (rig.), 79’ Mast 55’ | Marcatori |  |

| Arbitro: | Göpferich |

|                                              |           |           |
| Holzhauser 34’ (rig.) Ginczek 38’ Lovrić 87’ | Marcatori | 50’ Kraus |

| Arbitro: | Huber |

|          |           |                 |
| Bohl 34’ | Marcatori | 64’ Kiesewetter |

| Arbitro: | Thomsen |

|                                                          |           |                 |
| Ginczek 14’ Wanitzek 42’, 71’ Baumgartl 48’ Grüttner 87’ | Marcatori | 33’ (aut.) Sama |

| Arbitro: | Bokop |

|  |           |                 |
|  | Marcatori | 78’ Kiesewetter |

| Arbitro: | Badstübner |

|                                        |           |             |
| Holzhauser 51’ (rig.) Obernosterer 59’ | Marcatori | 6’ Jordanov |

| Arbitro: | Mix |

|                                   |           |             |
| Ziemer 2’, 41’, 76’ Kučuković 90’ | Marcatori | 64’ Tashchy |

| Arbitro: | Wingenbach |

|                                        |           |              |
| Menga 52’ Ornatelli 70’ Il'jučenko 90’ | Marcatori | 66’ Grüttner |

| Arbitro: | Siewer |

|  |           |             |
|  | Marcatori | 16’ Mimbala |

#### Girone di ritorno
| Aspach 7 dicembre 2014, ore 15:00 CET 20ª giornata | Stoccarda II | 0 – 0 referto | Dinamo Dresda | Mechatronik Arena (3 210 spett.)\| Arbitro: \| Brand \| |
| Arbitro:                                           | Brand        |               |               |                                                         |

| Arbitro: | Schlager |

|            |           |  |
| Schmidt 2’ | Marcatori |  |

| Arbitro: | Treiber |

|                              |           |                              |
| Kiesewetter 38’ Grüttner 90’ | Marcatori | 19’ (rig.) Tyrała 45’ Wiegel |

| Arbitro: | Bokop |

|              |           |            |
| Schäffler 8’ | Marcatori | 9’ Tashchy |

| Arbitro: | Koslowski |

|                   |           |            |
| Rausch 71’ (rig.) | Marcatori | 90’ Mrowca |

| Arbitro: | Sather |

|                                                      |           |             |
| Aosman 15’ (rig.), 77’ (rig.) Lorenzi 70’ Königs 87’ | Marcatori | 16’ Ginczek |

| Arbitro: | Cortus |

|                                        |           |           |
| Haggui 42’ Ginczek 68’, 71’ Breier 81’ | Marcatori | 66’ Rühle |

| Arbitro: | Schwermer |

|  |           |                                |
|  | Marcatori | 46’ Breier 86’ (rig.) Wanitzek |

| Arbitro: | Mix |

|  |           |             |
|  | Marcatori | 39’ Banović |

| Arbitro: | Siewer |

|           |           |  |
| Ofosu 53’ | Marcatori |  |

| Arbitro: | Huber |

|                              |           |  |
| Wanitzek 14’ Kiesewetter 41’ | Marcatori |  |

| Arbitro: | Jöllenbeck |

|  |           |            |
|  | Marcatori | 78’ Eisele |

| Arbitro: | Kempkes |

|                   |           |                             |
| Rausch 83’ (rig.) | Marcatori | 16’ (rig.) Janjić 28’ Klotz |

| Arbitro: | Winkmann |

|                          |           |          |
| Marchese 34’ Fischer 84’ | Marcatori | 4’ Berko |

| Arbitro: | Günsch |

|            |           |                           |
| Didavi 82’ | Marcatori | 37’, 55’ Hufnagel 81’ Erb |

| Arbitro: | Heft |

|                          |           |  |
| Harder 53’ Derstroff 84’ | Marcatori |  |

| Arbitro: | Treiber |

|                                             |           |                       |
| Rathgeb 12’ (rig.) Wanitzek 43’ Tashchy 76’ | Marcatori | 17’ Bickel 62’ Ziemer |

| Aspach 16 maggio 2015, ore 13:30 CEST 37ª giornata | Stoccarda II | 0 – 0 referto | Osnabrück | Mechatronik Arena (400 spett.)\| Arbitro: \| Huber \| |
| Arbitro:                                           | Huber        |               |           |                                                       |

| Arbitro: | Schult |

|                           |           |                             |
| Möhrle 4’ Kleindienst 71’ | Marcatori | 10’, 38’ Grüttner 23’ Berko |

## Statistiche

### Statistiche di squadra
| Competizione | Punti | In casa | In casa | In casa | In casa | In casa | In casa | In trasferta | In trasferta | In trasferta | In trasferta | In trasferta | In trasferta | Totale | Totale | Totale | Totale | Totale | Totale | DR |
| Competizione | Punti | G       | V       | N       | P       | Gf      | Gs      | G            | V            | N            | P            | Gf           | Gs           | G      | V      | N      | P      | Gf     | Gs     | DR |
| ------------ | ----- | ------- | ------- | ------- | ------- | ------- | ------- | ------------ | ------------ | ------------ | ------------ | ------------ | ------------ | ------ | ------ | ------ | ------ | ------ | ------ | -- |
| 3. Liga      | 47    | 19      | 8       | 5       | 6       | 27      | 21      | 19           | 5            | 3            | 11           | 21           | 36           | 38     | 13     | 8      | 17     | 48     | 57     | -9 |
| Totale       | 47    | 19      | 8       | 5       | 6       | 27      | 21      | 19           | 5            | 3            | 11           | 21           | 36           | 38     | 13     | 8      | 17     | 48     | 57     | -9 |

### Andamento in campionato
| Giornata  | 1  | 2  | 3  | 4  | 5  | 6  | 7  | 8  | 9  | 10 | 11 | 12 | 13 | 14 | 15 | 16 | 17 | 18 | 19 | 20 | 21 | 22 | 23 | 24 | 25 | 26 | 27 | 28 | 29 | 30 | 31 | 32 | 33 | 34 | 35 | 36 | 37 | 38 |
| --------- | -- | -- | -- | -- | -- | -- | -- | -- | -- | -- | -- | -- | -- | -- | -- | -- | -- | -- | -- | -- | -- | -- | -- | -- | -- | -- | -- | -- | -- | -- | -- | -- | -- | -- | -- | -- | -- | -- |
| Luogo     | T  | C  | T  | C  | T  | C  | T  | C  | T  | C  | T  | C  | T  | C  | T  | C  | T  | T  | C  | C  | T  | C  | T  | C  | T  | C  | T  | C  | T  | C  | T  | C  | T  | C  | T  | C  | C  | T  |
| Risultato | P  | P  | P  | V  | P  | P  | N  | V  | V  | N  | P  | V  | N  | V  | V  | V  | P  | P  | P  | N  | P  | N  | N  | N  | P  | V  | V  | P  | P  | V  | V  | P  | P  | P  | P  | V  | N  | V  |
| Posizione | 12 | 19 | 20 | 18 | 19 | 20 | 20 | 18 | 13 | 13 | 16 | 13 | 14 | 12 | 12 | 12 | 12 | 12 | 14 | 14 | 14 | 14 | 15 | 14 | 14 | 14 | 14 | 14 | 14 | 14 | 13 | 13 | 14 | 16 | 16 | 15 | 15 | 13 |

Legenda:

Luogo: C = Casa; T = Trasferta. Risultato: V = Vittoria; N = Pareggio; P = Sconfitta.

### Statistiche dei giocatori
| M. Abdellaoue   | 4  | 0 | 1 | 0 |
| T. Baumgartl    | 16 | 2 | 2 | 0 |
| E. Berko        | 7  | 2 | 0 | 0 |
| P. Breier       | 31 | 3 | 0 | 0 |
| M. Büyüksakarya | 1  | 0 | 0 | 0 |
| M. Degenek      | 0  | 0 | 0 | 0 |
| D. Didavi       | 2  | 1 | 0 | 0 |
| F. Eisele       | 18 | 2 | 0 | 0 |
| D. Ginczek      | 5  | 5 | 3 | 0 |
| M. Grüttner     | 32 | 6 | 3 | 0 |
| K. Haggui       | 7  | 1 | 1 | 1 |
| R. Holzhauser   | 15 | 2 | 3 | 0 |
| J. Kiesewetter  | 33 | 4 | 3 | 0 |
| B. Kirchhoff    | 17 | 0 | 3 | 0 |
| S. Lang         | 35 | 0 | 4 | 0 |
| T. Leibold      | 26 | 1 | 3 | 0 |
| M. Leitner      | 1  | 0 | 0 | 0 |
| F. Lohkemper    | 21 | 3 | 2 | 0 |
| F. Lovrić       | 21 | 1 | 0 | 0 |
| K. Mujezinović  | 0  | 0 | 0 | 0 |
| P. Mwene        | 18 | 0 | 2 | 1 |
| K. Müller       | 0  | 0 | 0 | 0 |
| M. Obernosterer | 15 | 2 | 1 | 0 |
| T. Rathgeb      | 31 | 1 | 6 | 0 |
| K. Rausch       | 9  | 2 | 2 | 0 |
| A. Rüdiger      | 1  | 0 | 0 | 0 |
| S. Sama         | 26 | 0 | 7 | 2 |
| S. Sararer      | 10 | 0 | 1 | 0 |
| G. Sirgėdas     | 3  | 0 | 0 | 0 |
| B. Soyudogru    | 0  | 0 | 0 | 0 |
| B. Tashchy      | 23 | 3 | 4 | 0 |
| B. Uphoff       | 7  | 0 | 0 | 0 |
| D. Vier         | 13 | 1 | 1 | 0 |
| O. Vlachodīmos  | 31 | 0 | 2 | 0 |
| M. Wanitzek     | 29 | 5 | 5 | 0 |
| M. Weiss        | 3  | 0 | 0 | 0 |
| S. Wilske       | 0  | 0 | 0 | 0 |
| R. Yalçın       | 16 | 0 | 1 | 0 |
| D. Zagaria      | 0  | 0 | 0 | 0 |
| T. Çeçen        | 5  | 1 | 0 | 0 |